# Bubaque
Isla Bubaque (en portugués: Ilha bubaque) es una de las islas Bijagós en Guinea-Bissau, y es también el nombre de su ciudad principal, Administrativamente depende del Distrito de Bubaque, Región de Bolama. Posee una población estimada para 2008 de 9244 habitantes
La isla es conocida por su vida silvestre y es muy boscosa. Está conectada por ferry a Bissau y tiene una pista de aterrizaje.